# Agnieszka Krzepińska
Agnieszka Krzepińska (ur. 20 stycznia 1958) – polska lekkoatletka, sprinterka, medalistka mistrzostw Polski.

## Kariera sportowa
Była zawodniczką Spójni Warszawa.
W 1979 zdobyła brązowy medal mistrzostw Polski seniorek w biegu na 100 metrów, a na tych samych zawodach zajęła jeszcze 4.  miejsce w biegu na 200 metrów.
Jej rekordy życiowe wynoszą: na 100 metrów - 11,77 (2.07.1979), na 200 metrów - 24,09 (17.06.1979).